# 長運斎綱俊
長運斎綱俊（ちょううんさいつなとし、寛政10年（1798年） - 文久3年（1863年）12月）は江戸時代の刀工。本名を加藤八郎といい、号は長運斎、加藤和泉守国秀の三男で、山形藩工で濤瀾刃の名手であった加藤綱秀の実の弟である。
水心子正秀に学ぶ。江戸に移住しさらに大阪に上がり、鈴木治國に師事したのち、西国を遊歴、熊本に駐槌。安政3年（1856年）には長運斎を息子の是俊、二代綱俊に譲り、銘を長寿斎と改める。文政6年（1823年）頃より江戸麻布の上杉家中家敷に住み、文久3年（1863年）にその生涯を終えた。
彼は、当時備前伝の第一人者と称えられた名工である。
甥に石堂是一、弟子に固山宗次、高橋長信、青竜軒盛俊など数多くの優れた門人がおり、幕末の江戸で一大流派を築いた。殊に備前伝では水心子一門を凌ぐ勢いであったと言う。
作風は匂出来の互の目丁子乱れに足入り、また焼刃の高き大房互の目丁子もあり、稀に濤瀾刃や直刃の作もある。安政以降是俊との合作が多く残されており、文久3年頃までの作品を見る。